# Alfonso Reyes
Alfonso Reyes Ochoa (Monterrey, 17 de maio de 1889 — Cidade do México, 27 de dezembro de 1959) foi um poeta, ensaísta, tradutor e diplomata mexicano. 